# Xylotrechus aedon
Xylotrechus aedon là một loài bọ cánh cứng trong họ Cerambycidae.